# Georgina Jiménez de López
Georgina Isabel Jiménez de López (15 tháng 2 năm 1904 - 1994) là một nhà xã hội học, nhà văn, giáo sư, nhà nghiên cứu, nhà nữ quyền và nhà hoạt động nhân quyền người Panama. Bà là nữ giáo sư chuyên ngành xã hội học đầu tiên ở Panama.

## Tiểu sử
Georgina Isabel Jiménez de López được sinh ra từ cha và mẹ là Paula Rivera Urriola và Antonio Jiménez tại Panama City vào ngày 15 tháng 2 năm 1904,  nhưng lớn lên ở Chiriquí. Sau khi tốt nghiệp và làm giáo viên từ trường học bình thường của Học viện năm 1922, Jiménez tìm được việc làm tại một số cơ sở giáo dục của Panama và tiếp tục theo đuổi con đường học vấn của mình. Năm 1932, bà tốt nghiệp cử nhân khoa học tại Đại học New York. Trong khi làm việc để lấy bằng thạc sĩ và sau đó là tiến sĩ khoa học chính trị tại Đại học Columbia, Jiménez đã có thu nhập từ công việc dịch thuật và giảng dạy tiếng Tây Ban Nha song song với giảng dạy tại các trường học của Panama và các câu lạc bộ phụ nữ.
Là một nhà nữ quyền, Jiménez đã tham gia vào phong trào Clara González ở Panama và trở thành một trong những thành viên sáng lập của Trung tâm Đổi mới Nữ quyền ở Los Santos, mà bà sẽ đại diện tại Đại hội Nữ quyền đầu tiên vào năm 1923. Bà cũng là thành viên của Hội Phụ nữ Quốc gia và được bầu cử để trở thành thư ký vào năm 1945.
Jiménez, Demetrio Porras và Ofelia Hooper trở thành những người tiên phong của xã hội học ở Panama và bản thân bà đã trở thành người phụ nữ đầu tiên ở nước này dạy môn học này trong chương trình giáo dục đại học. 

## Trích dẫn
1. 1 2  Staff Wilson 2005.
2. 1 2 3 4  “Georgina Jiménez de López”. ngày 16 tháng 8 năm 2013 (bằng tiếng Tây Ban Nha). University of Havana. Bản gốc lưu trữ ngày 14 tháng 4 năm 2013. Truy cập ngày 14 tháng 7 năm 2019.
3. ↑  University of Panama 2004.